# Pierre Hanotaux
Pour les articles homonymes, voir Hanotaux.
Pierre Hanotaux, né le 17 mai 1961 au Mans, est un haut fonctionnaire français.

## Biographie
Après des études de géographie et d'histoire et une maîtrise de droit public, Pierre Hanotaux est ancien élève de l’École nationale des impôts ; il a en revanche échoué au concours d'entrée à l'École nationale d'administration. Il devient Inspecteur général des finances[réf. nécessaire] et occupe divers emplois à Bercy, notamment à la Direction générale des impôts.
De 2003 à 2009, il est directeur général délégué du musée du Quai Branly.
De 2009 à 2011, il dirige le cabinet du ministre de la Culture et de la Communication Frédéric Mitterrand
En septembre 2011, il succède à Christine Ockrent comme directeur délégué de l'Audiovisuel extérieur de la France (AEF).
À partir du 15 septembre 2024, il devient médiateur des ministères économiques et financiers.

## Publications
- Pierre Hanotaux, Claude Wendling, Michel Charzat, Rapport au Premier ministre sur l’attractivité du territoire français La Documentation Française, 2001.